# Meriola ramirezi
Espèce
Meriola ramirezi est une espèce d'araignées aranéomorphes de la famille des Trachelidae.

## Distribution
Cette espèce est endémique d'Argentine. Elle se rencontre dans les provinces de Buenos Aires et d'Entre Ríos.

## Description
Le mâle holotype mesure 2,63 mm.

## Étymologie
Cette espèce est nommée en l'honneur de Martín J. Ramírez.

## Publication originale
- Platnick & Ewing, 1995 : « A revision of the tracheline spiders (Araneae, Corinnidae) of southern South America. » American Museum Novitates, no 3128, p. 1-41 (texte intégral).